# Thambula-Tempel

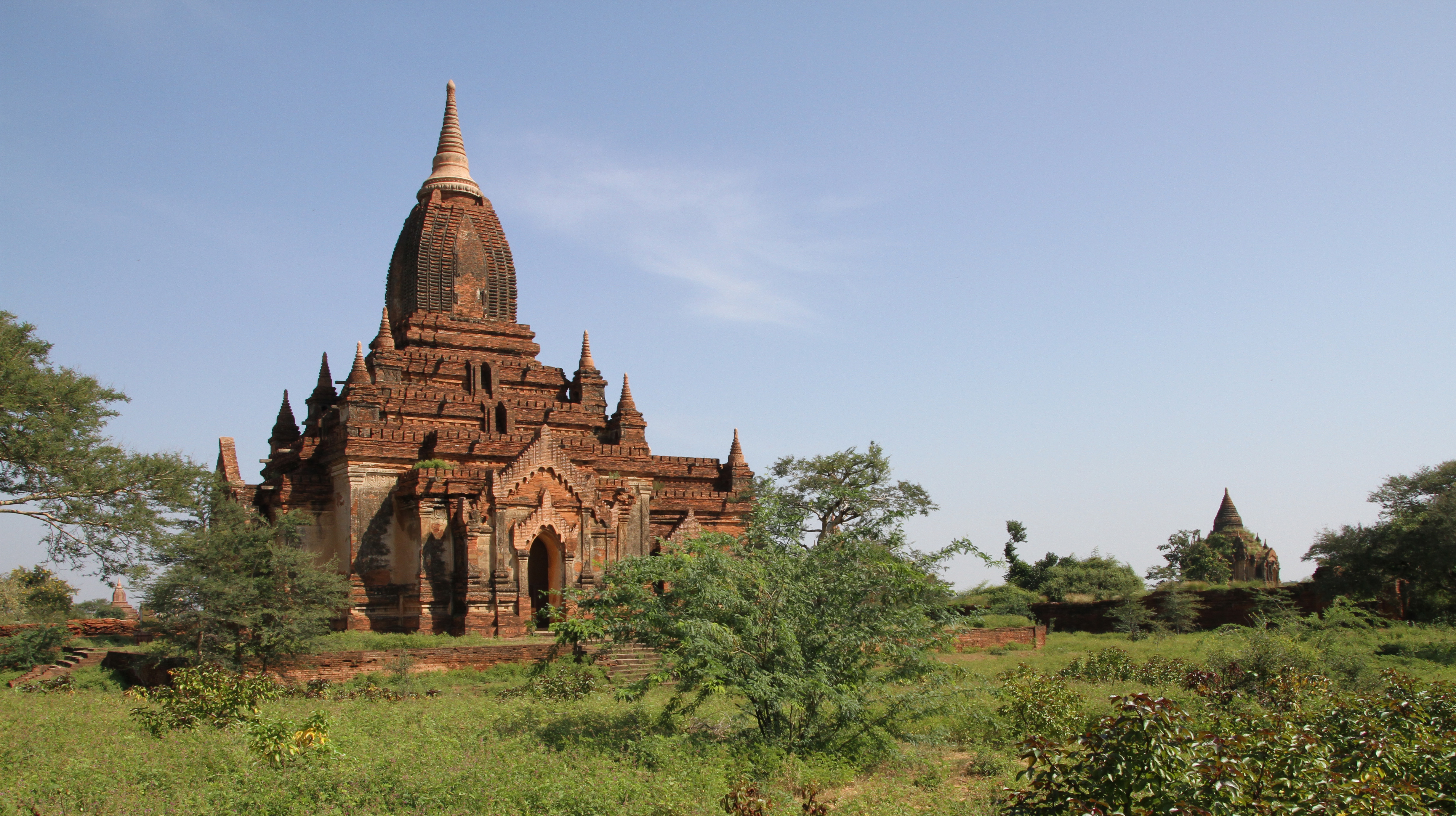
Thambula-Tempel

Der Thambula-Tempel ist ein buddhistischer Tempel in Bagan, Myanmar; er steht in der Nähe des Dorfes Minnanthu. 

## Geschichte
Er wurde 1255 von Thambula, der ersten Frau von König Uzana erbaut.

## Beschreibung
Der Tempel hat einen quadratischen Grundriss und einen Vorbau im Osten. Ein zentraler Pfeiler trägt das dreifach gestufte Dach und den mächtigen Shikhara.

Die Malereien im Innern des Tempels zeigen unter anderem Szenen aus den Jatakas und Lebensbeschreibungen der 28 letzten personifizierten Buddhas.